# Станок для гоління

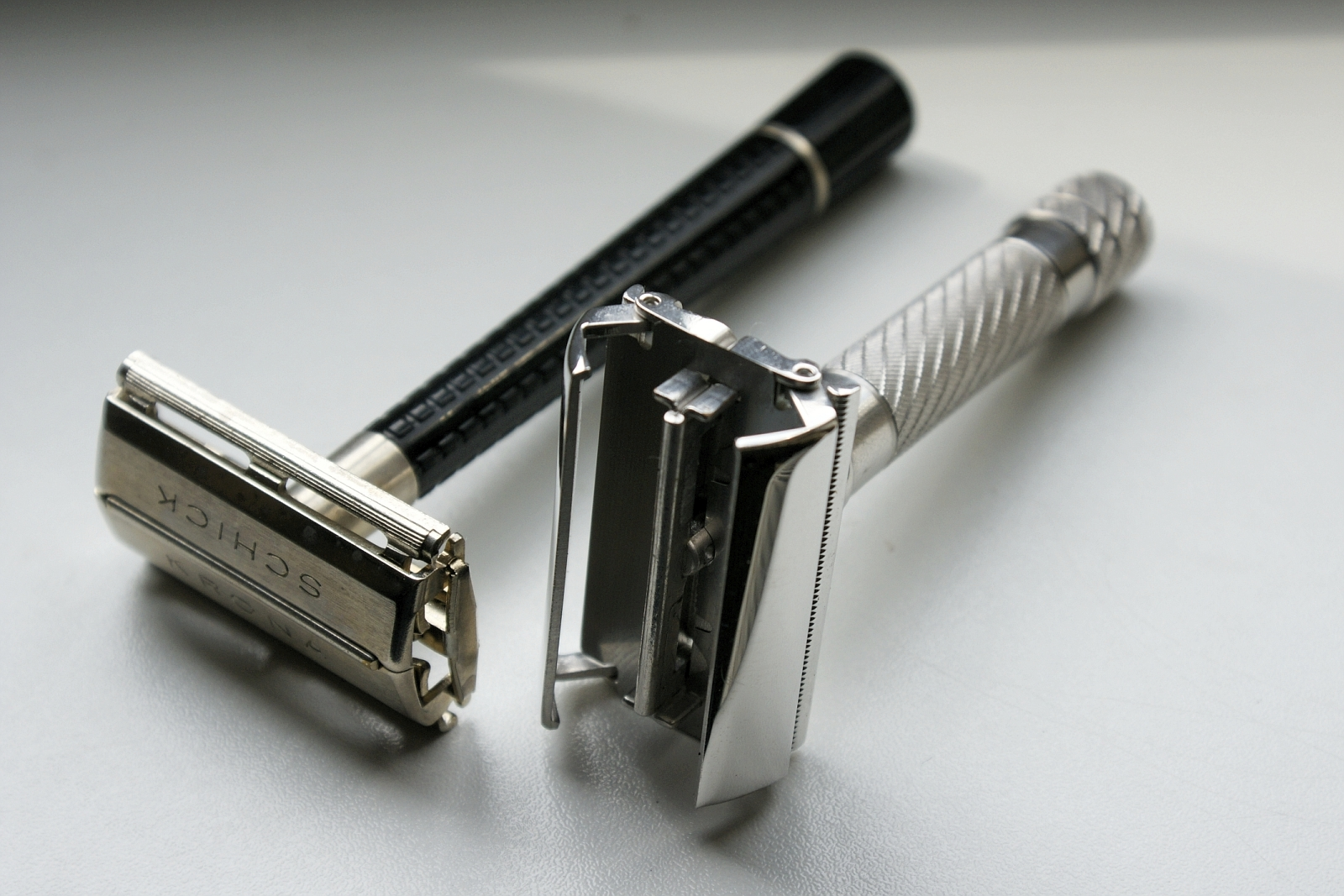
Станок класичного вигляду: для двосічних лез

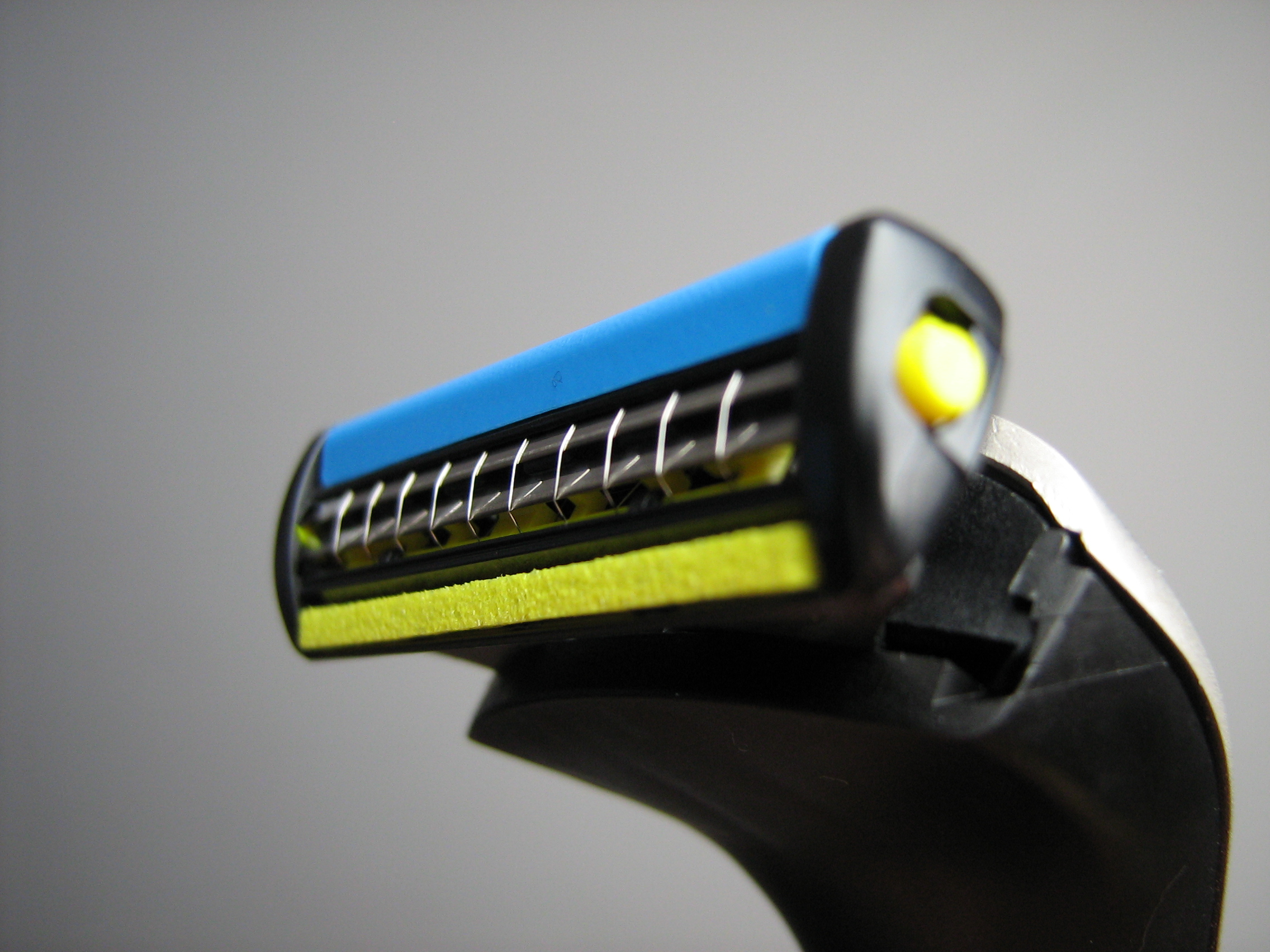
Станок з подвійним лезом

Стано́к для голі́ння, бри́твений станок, безпечна бри́тва — пристрій, у якому закріплюється лезо бритви під час гоління. З міркувань безпеки крайка леза тільки трошки виступає зі станка.
Появі станка передували клинкові бритви. Перший станок для гоління з'явився на ринку в 1874 році у Великій Британії.
1901 року Кінг Кемп Жиллетт разом з Вільямом Нікерсоном (William Nickerson) розробив станок для гоління, у якому затискувалося плоске лезо. Відтоді леза для гоління не потребують заточування: їх можна просто замінювати на нові.
З 70-х років XX століття набули поширення бритвені станки зі змінними багатолезовими картриджами (два або три леза в нерозбірному пластмасовому корпусі).